# Cachimo
Cachimo – miasto w Angoli, w prowincji Lunda Północna.